# Perizoma mollis
Perizoma mollis là một loài bướm đêm trong họ Geometridae.